# Titularbistum Castra Nova
Castra Nova ist ein Titularbistum der römisch-katholischen Kirche.
Es geht zurück auf einen untergegangenen Bischofssitz in der gleichnamigen antiken Stadt, die in der römischen Provinz Mauretania Caesariensis lag, das heutige Mohammadia in der Provinz Muaskar in Algerien.
| Titularbischöfe von Castra Nova |                                |                                              |                  |                  |
| Nr.                             | Name                           | Amt                                          | von              | bis              |
| 1                               | Alberto di Jorio               | Pro-Governator der Vatikanstadt              | 5. April 1962    | 19. April 1962   |
| 2                               | Frederick Hall MHM             | Apostolischer Vikar von Kisumu (Kenia)       | 2. Dezember 1963 | 27. Juli 1976    |
| 3                               | James Joseph Daly              | Weihbischof in Rockville Centre (USA)        | 28. Februar 1977 | 14. Oktober 2013 |
| 4                               | Jorge Vázquez                  | Weihbischof in Lomas de Zamora (Argentinien) | 3. Dezember 2013 | 3. Februar 2017  |
| 5                               | Vicente de Paula Ferreira CSsR | Weihbischof in Belo Horizonte (Brasilien)    | 8. März 2017     | 1. Februar 2023  |
| 6                               | Claudio Pablo Castricone       | Weihbischof in Orán (Argentinien)            | 9. März 2023     |                  |